# Літери з ящика радиста
«Літери з ящика радиста» (рос. «Буквы из ящика радиста») — анімаційний фільм 1966 року Творчого об'єднання художньої мультиплікації студії Київнаукфільм, режисери — Володимир Пекар і Володимир Попов. Сценарій за казкою чеського письменника Юліуса Фучіка і Б. Сілової.

## Сюжет

Кадр з мультфільму "Літери з ящика радиста", корабель "Батаява"

Мультфільм про взаємодопомогу, про людей зі всього світу, що допомогли екіпажу корабля "Батаява". Моряки з маленького корабля "Батаява" потерпали в морі, і, коли вони вже думали, що не дочекаються допомоги, до них на допомогу прибули товариші. Про людей простих і чесних, про мужність, відвагу і важку працю моряків. Пісні у мультфільмі — російською мовою. 

## Над мультфільмом працювали
- Автори сценарію:  Ігор Ніколаєв, Володимир Пекар, Володимир Попов
- Режисери: Володимир Пекар, Володимир Попов
- Художники-постановники: Володимир Попов, Радна Сахалтуєв
- Композитор: Олександр Зацепін
- Текст пісні: Леонід Дербеньов
- Співає: Володимир Трошин
- Оператор: Анатолій Гаврилов
- Звукооператор: Р. Пекар
- Монтаж: Юна Срібницька
- Аніматори: Алла Грачова, Володимир Гончаров, Давид Черкаський, В. Дьомкін, Володимир Пекар, Володимир Попов

## Дивись також
- Фільмографія ТО художньої мультиплікації студії "Київнаукфільм"